# Túlélők (film, 2024)
A Túlélők (eredeti cím: Survivre) 2024-ben bemutatott francia sci-fi filmdráma, amelyet Alexandre Coquelle és Mathieu Oullion forgatókönyvéből Frédéric Jardin rendezett. A főbb szerepekben Émilie Dequenne, Andreas Pietschmann, Lisa Delamar és Lucas Ebel látható.
Franciaországban 2024. június 19-én jelent meg, Magyarországon 2025. március 13-én mutatták be a Vertigo Média Kft. forgalmazásában.

## Cselekmény
Az oceanológus Tom, felesége, Julia és két gyermekük, Cassie és Ben egy bérelt jachton nyaralnak a Karib-tengeren. Julia a tengerbe merül, és majdnem megfullad egy furcsa helyzet miatt. Este Cassie videóchatel egy ismerősével, és a háttérben különös fényt vesz észre (meteoritra gondolnak), majd a kapcsolat megszakad. Kataklizma veszi kezdetét, a hullámok elnyelik a jachtot, az utasok pedig lemennek a raktérbe. Amikor minden lecsillapodik, kimennek a fedélzetre, és látják, hogy a jacht a szikla szélén fekszik egy hatalmas sivatag közepén, amely az óceán fenekévé változott.
Tom átfésüli a rádióhullámokat, és kapcsolatba lép a kínai tudós Naóval, akinek ugyanez a sors jutott. Nao elmondja neki, egy ismeretlen kataklizma következtében a szárazföld és az óceán helyet cserélt, de hamarosan ennek az ellenkezője fog történni, és az így keletkezett szárazföldet ismét el fogja lepni a tenger. Az elkerülhetetlen végzetüket felismerve Tom és Julia könyörögnek Naónak, hogy mentse meg őket, de ő csak a gyerekeiket hajlandó megmenteni: a búvárkabinjában csak három hely van. A hősök veszélyes útra indulnak a sivatagon keresztül. Hirtelen megjelenik egy másik túlélő – egy férfi kutyával, akit nyilvánvalóan odavonzott a Ben által kihelyezett léggömbök. Tom megkínálja egy flaska vizzel. Miután megitta a vizet, a férfi hirtelen a földre dönti Tomot, és a flaskával szörnyű ütést mér az arcára, majd egy házi készítésű szigonnyal leszúrja. Julia elszalad, és épphogy megmenekül a férfi által felé dobott szigony elől. A nőnek sikerül leszúrnia a kutyát, Cassie pedig egy jelzőpisztoly meglövi az idegent, aminek hatására a jacht kigyullad. Juliának és a gyerekeknek sikerül kiugraniuk a lángoló hajóból, amely nem sokkal később ferobban. A család Tom holtteste felett sír, de amikor meglátják a nyomukban vonagló őrültet, menekülni kezdenek.
A trió egy lezuhant repülőgép roncsában tölti az éjszakát. Julia elmeséli a Tommal való megismerkedésük történetét. Az éjszaka folyamán Cassie kimegy pisilni. Az idegen hirtelen megjelenik mögötte, és a hajánál fogva megragadja, de Julia többszörös késszúrással végez vele. Reggel a család meglepődve látja a férfi szétmarcangolt holttestét, melynek sebeiből több apró rák mászik ki. A család a következő éjszakát egy székmaradványokból épített rögtönzött menedékhelyen tölti. Kora reggel Julia kimegy a szabadba, és elborzadva látja, ahogy a gyerekeket hatalmas rákok hada üldözi. A család észrevesz egy megrongálódott szárazföldi teherhajót, amely körül egy csapat martalóc nyüzsög, de azok, észrevéve a rákok lavináját, bezárkóznak egy konténerbe, nem hallgatva Julia könyörgésére. Julia és a gyerekek felmásznak a konténerre, azonban az egyik ráknak sikerül megsebesítenie Julia vádliját. A martalócok szörnyű csapdában találják magukat; a rákok egy nem látható lyukon keresztül másznak be és megölnek mindenkit.
Az éjszaka eltöltése után a család folytatja útját. Nao elmeséli, őt is megtámadták a rákok; őket is megtévesztette a levegő, és mint minden élőlény, a túlélésre törekszenek. Nem sokkal később a tenger visszafordul. A család utat tör maguknak a szurdokban, de Julia nem tud felmászni, ezért megkéri a gyerekeket, mentsék meg magukat, mivel tudja, hogy nem lesz elég hely a búvárkabinban. A rákok keresztülfutnak a szurdokon, miközben Julia lő rájuk. A gyerekek eljutnak a búvárkabinhoz, és rátalálnak a sebesült, haldokló Naóra. A férfi nem akarja, hogy megmentsék az életét, így Cassie visszasiet édesanyja megmentésére. Rákok hada árasztja el a környéket, és felfalja Naót. A család bemászik a búvárkabinba, és a síkságot elönti a visszatérő tenger. Julia és a gyerekek rémülten nézik a tengerparti város romjait, ahová a tenger sodorta őket.

## Szereplők
| Szerep          | Színész             | Magyar hang             |
| --------------- | ------------------- | ----------------------- |
| Julia           | Émilie Dequenne     | Bogdányi Titanilla      |
| Tom             | Andreas Pietschmann | Széles Tamás            |
| Cassie          | Lisa Delamar        | Dolmány-Bogdányi Korina |
| Ben             | Lucas Ebel          | Rostás Ábel             |
| szigonyos férfi | Arben Bajraktaraj   | Viczián Ottó            |
| Nao             | Olivier Ho Hio Hen  | Szabó Máté              |
| Adam            | Simon Rérolle       | Baráth István           |

### Magyar változat
- Bemondó: Galambos Péter
- Magyar szöveg: Pallinger Emőke
- Hangmérnök és vágó: Schmidt Zoltán
- Gyártásvezető: Masoll Ildikó
- Szinkronrendező: Kemendi Balázs
- Produkciós vezető: Witzenleiter Kitti

A szinkront a Direct Dub Studios készítette el.

## A film készítése
A projekt Frédéric Jardin rendező, valamint Marc-Etienne Schwartz és Marko Stanimirovic producerek találkozása során született. Ők ajánlották fel számára a Mathieu Le Naur és Alexandre Coquel által írt Survive című film forgatókönyvét. Jardin átdolgozta a forgatókönyvet, különösen a karaktereket kötve a valósághoz.
Émilie Dequenne színésznő vonakodott elfogadni a felkérést, annak ellenére, hogy fiatal kora óta szereti az akció műfaját. Úgy gondolta, fizikailag nem illik Julia karakteréhez, de végül meghatotta az anya szerepe, aki bármit megtesz a gyermekei megmentéséért. A színésznő egy uszodában végzett fizikai képzésen vett részt. 2023 augusztusában Dequenne-nél egy ritka és súlyos betegséget – mellékvesekéregrákot diagnosztizáltak. 2024 áprilisában azonban remissziót ért el, és be tudta fejezni a film forgatását.

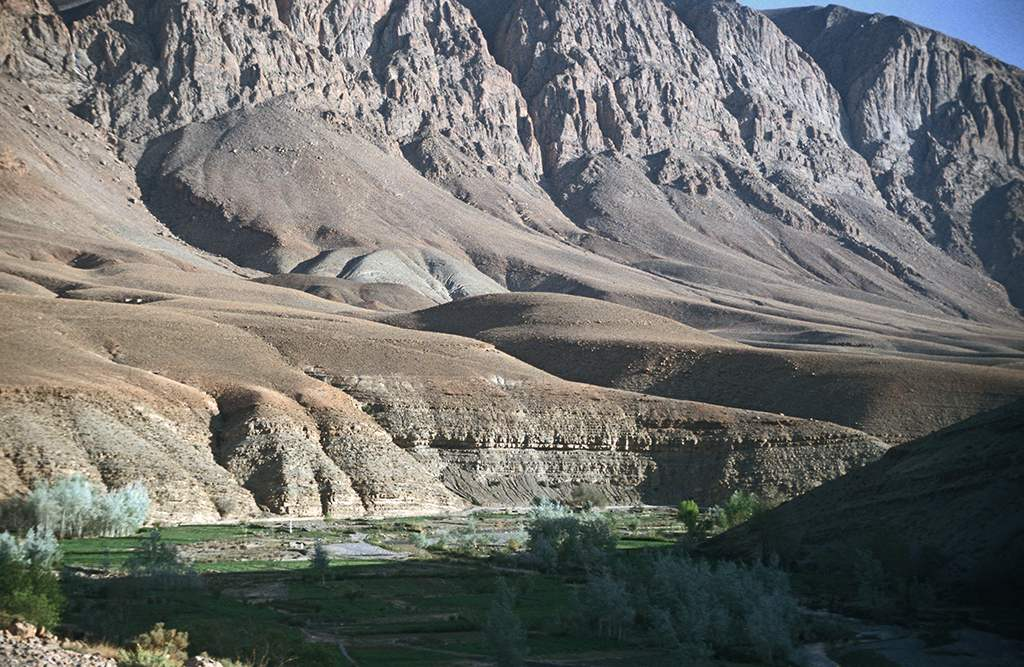
A Dádesz-szurdok, ahol a film egyes jelenetei készült

Az 5 millió eurós költségvetésű filmet mindössze 20 nap alatt forgatták le 2022 októbere és novembere között. A tengeri jeleneteket Marokkó partjainál forgatták, a sivatagi jeleneteket a Dádesz-szurdokban, a marokkói Bulmane Dade város közelében.

## Fogadtatás
Általánosságban vegyes kritikákat kapott. A Rotten Tomatoes weboldalon 71%-os értékelést kapott 14 összegzése alapján, az átlagértékelése 4,6 pont a 10-ből.